# Новый Поташ
Новый Поташ — деревня в Гороховецком районе Владимирской области России, входит в состав Фоминского сельского поселения.

## География
Деревня расположена на берегу реки Ингирь в 9 км на юго-запад от центра поселения села Фоминки и в 46 км на юго-запад от Гороховца.

## История
В 1753 года деревня вошла в состав Фоминковского прихода, в ней было 30 дворов.
В XIX — первой четверти XX века деревня входила в состав Святской волости Гороховецкого уезда, с 1926 года — в составе Татаровской волости Муромского уезда. В 1859 году в деревне числилось 43 двора, в 1905 году — 62 двора, в 1926 году — 91 двор.
С 1929 года деревня являлась центром Ново-Поташского сельсовета Фоминского района Горьковского края, с 1944 года — в составе Святского сельсовета Владимирской области, с 1959 года — в составе Фоминского сельсовета Гороховецкого района, с 2005 года — в составе Фоминского сельского поселения.

## Население
| 1859 | 1905 | 1926 | 2002 | 2010 | 2021 |
| ---- | ---- | ---- | ---- | ---- | ---- |
| 293  | ↗464 | ↘414 | ↘0   | →0   | →0   |